# Большая соната (Чайковский)
Большая соната для фортепиано соль мажор соч. 37a написана П. И. Чайковским в 1878 году и посвящена пианисту Карлу Клиндворту (1830—1916).

## История создания
К моменту сочинения данного произведения композитор уже имел опыт написания фортепианной сонаты — в 1865 году им была написана Соната до-диез минор , не опубликованная при жизни автора и изданная посмертно в 1900 году.
Чайковский написал сонату весной 1878 года, летом того же года переписал начисто. Сочинение издано в 1879 году. Впервые исполнена в Москве 21 октября (по новому стилю 2 ноября) 1879 года пианистом Николаем Григорьевичем Рубинштейном. Композитор высоко оценил исполнение пианистом своей сонаты, он писал Н. Ф. фон Мекк: «Я был просто поражен художественностью и изумительной силой, с которыми он играет эту несколько сухую и сложную вещь». Такая оценка исполнения Рубинштейном сонаты, а также Первого концерта для фортепиано с оркестром, повлияли на решение автора посвятить Николаю Григорьевичу свой Второй концерт для фортепиано с оркестром.
Несмотря на большой успех исполнения, соната не была любимым произведением композитора, о чём он писал фон Мекк: в ответ на вопрос, почему он называет свою сонату «сухой», он ответил, что «Соната моя, может быть, небезынтересна, но это во всяком случае одно из мало любимых мною детищ моих».

## Краткая характеристика
Соната состоит из четырёх частей общей протяжённостью около 32 минут:
1. Moderato e risoluto (соль мажор)
2. Andante non troppo quasi moderato (ми минор)
3. Scherzo. Allegro giocoso (соль мажор)
4. Finale. Allegro vivace (соль мажор)

Это наиболее крупное по масштабу произведение композитора для фортепиано соло. Автор продолжает здесь традиции большой романтической сонаты шумановского типа. Но при наличии влияния шумановского фортепианного почерка это сочинение отмечено яркой самобытной манерой фортепианного письма Чайковского. Соната является первым выдающимся произведением данного жанра в русской музыке и обладает многими художественными достоинствами, однако не является известной широкому слушателю.

## Исполнители
Сонату исполняли многие выдающиеся музыканты, например Н. Г. Рубинштейн, А. И. Зилоти, К. Н. Игумнов, И. Гофман, Э. д’Альбер, Г. Р. Гинзбург, С. Т. Рихтер, М. В. Плетнёв, Э. К. Вирсаладзе, В. В. Постникова, П. В. Федотова, Э. Г. Гилельс.